# Izrael na Letnich Igrzyskach Olimpijskich 2012
Izrael na Letnich Igrzyskach Olimpijskich 2012, które odbyły się w Londynie reprezentowało 37 zawodników. Nie zdobyli oni żadnego medalu.
Był to piętnasty start reprezentacji Izraela na letnich igrzyskach olimpijskich.

## Reprezentanci

### Badminton
Mężczyźni
| Zawodnik          | Konkurencja             | Faza grupowa                   | Faza grupowa             | Faza grupowa      | Faza grupowa | Eliminacje        | Ćwierćfinał       | Półfinał          | Finał             | Finał   |
| Zawodnik          | Konkurencja             | Przeciwnik Punkty              | Przeciwnik Punkty        | Przeciwnik Punkty | Miejsce      | Przeciwnik Punkty | Przeciwnik Punkty | Przeciwnik Punkty | Przeciwnik Punkty | Miejsce |
| ----------------- | ----------------------- | ------------------------------ | ------------------------ | ----------------- | ------------ | ----------------- | ----------------- | ----------------- | ----------------- | ------- |
| Mischa Zailberman | gra pojedyncza mężczyzn | Jørgensen P 0-2 (13-21, 12-21) | Wong P 0-2 (9-21, 15-21) | —                 | 3.           | NQ                | NQ                | NQ                | NQ                | NQ      |

### Gimnastyka

#### Gimnastyka artystyczna
| Zawodnik                                                                                     | Konkurencja           | Eliminacje | Eliminacje | Finał   | Finał   |
| Zawodnik                                                                                     | Konkurencja           | Wynik      | Pozycja    | Wynik   | Pozycja |
| -------------------------------------------------------------------------------------------- | --------------------- | ---------- | ---------- | ------- | ------- |
| Neta Riwkin                                                                                  | Wielobój indywidualny | 108.900    | 9.         | 109.000 | 7.      |
| Moran Buzovsky Victoria Koshel Noa Palathcy Marina Shultz Polina Zakaluzny Eliora Zholkovski | Zawody drużynowe      | 53.100     | 7.         | 53.400  | 8.      |

#### Gimnastyka sportowa
Mężczyźni
| Zawodnik           | Konkurencja           | Kwalifikacje | Kwalifikacje | Kwalifikacje | Kwalifikacje | Kwalifikacje | Kwalifikacje | Kwalifikacje | Kwalifikacje | Finał    | Finał    | Finał    | Finał    | Finał    | Finał    | Finał  | Finał   |
| Zawodnik           | Konkurencja           | Przyrząd     | Przyrząd     | Przyrząd     | Przyrząd     | Przyrząd     | Przyrząd     | Razem        | Miejsce      | Przyrząd | Przyrząd | Przyrząd | Przyrząd | Przyrząd | Przyrząd | Razem  | Miejsce |
| Zawodnik           | Konkurencja           | FX           | PH           | SR           | VT           | PB           | HB           | Razem        | Miejsce      | FX       | PH       | SR       | VT       | PB       | HB       | Razem  | Miejsce |
| ------------------ | --------------------- | ------------ | ------------ | ------------ | ------------ | ------------ | ------------ | ------------ | ------------ | -------- | -------- | -------- | -------- | -------- | -------- | ------ | ------- |
| Felix Aronovich    | Wielobój indywidualny | 14.033       | 13.433       | 14.100       | 13.900       | 14.233       | 13.500       | 83.199       | 32.          | NQ       | NQ       | NQ       | NQ       | NQ       | NQ       | NQ     | NQ      |
| Alexander Shatilov | Wielobój indywidualny | 15.633       | 14.133       | 14.033       | 15.533       | 14.700       | 14.000       | 89.032       | 12.          | 15.600   | 14.266   | 14.200   | 15.133   | 14.400   | 14.833   | 88.432 | 12.     |
| Alexander Shatilov | Ćwiczenia wolne       | Jak wyżej    | Jak wyżej    | Jak wyżej    | Jak wyżej    | Jak wyżej    | Jak wyżej    | Jak wyżej    | Jak wyżej    | 15.333   | —        | —        | —        | —        | —        | 15.333 | 6.      |

Kobiety
| Zawodniczka      | Konkurencja           | Kwalifikacje | Kwalifikacje | Kwalifikacje | Kwalifikacje | Kwalifikacje | Kwalifikacje | Finał    | Finał    | Finał    | Finał    | Finał | Finał   |
| Zawodniczka      | Konkurencja           | Przyrząd     | Przyrząd     | Przyrząd     | Przyrząd     | Razem        | Miejsce      | Przyrząd | Przyrząd | Przyrząd | Przyrząd | Razem | Miejsce |
| Zawodniczka      | Konkurencja           | FX           | VT           | UB           | BB           | Razem        | Miejsce      | FX       | VT       | UB       | BB       | Razem | Miejsce |
| ---------------- | --------------------- | ------------ | ------------ | ------------ | ------------ | ------------ | ------------ | -------- | -------- | -------- | -------- | ----- | ------- |
| Valeria Maksyuta | Wielobój indywidualny | 12.800       | 9.433        | 10.533       | 12.933       | 45.699       | 59.          | NQ       | NQ       | NQ       | NQ       | NQ    | NQ      |

### Judo
Mężczyźni
| Zawodnik          | Konkurencja | 1/32               | 1/16               | 1/8                 | Ćwierćfinał      | Półfinał         | Repasaż 1        | Repasaż 2        | Finał            | Finał   |    |
| Zawodnik          | Konkurencja | Przeciwnik Wynik   | Przeciwnik Wynik   | Przeciwnik Wynik    | Przeciwnik Wynik | Przeciwnik Wynik | Przeciwnik Wynik | Przeciwnik Wynik | Przeciwnik Wynik | Pozycja |    |
| ----------------- | ----------- | ------------------ | ------------------ | ------------------- | ---------------- | ---------------- | ---------------- | ---------------- | ---------------- | ------- | -- |
| Artiom Arshansky  | do 60 kg    | BYE                | Mooren W 0001-0001 | Hiraoka P 0000-0012 | NQ               | NQ               | NQ               | NQ               | NQ               | NQ      |    |
| Golan Pollack     | do 66 kg    | Larose P 0000-0001 | NQ                 | NQ                  | NQ               | NQ               | NQ               | NQ               | NQ               | NQ      |    |
| Soso Palelashvili | do 73 kg    | BYE                | Huysuz W 0010-0000 | Nakaya P 0000-0101  | NQ               | NQ               | NQ               | NQ               | NQ               | NQ      |    |
| Ari’el Ze’ewi     | do 100 kg   | —                  | Peters W 1000-0000 | NQ                  | NQ               | NQ               | NQ               | NQ               | NQ               | NQ      | NQ |

Kobiety
| Zawodniczka       | Konkurencja | 1/16                | 1/8                 | Ćwierćfinał         | Półfinał            | Repasaż 1           | Repasaż 2           | Finał               | Finał   |
| Zawodniczka       | Konkurencja | Przeciwniczka Wynik | Przeciwniczka Wynik | Przeciwniczka Wynik | Przeciwniczka Wynik | Przeciwniczka Wynik | Przeciwniczka Wynik | Przeciwniczka Wynik | Pozycja |
| ----------------- | ----------- | ------------------- | ------------------- | ------------------- | ------------------- | ------------------- | ------------------- | ------------------- | ------- |
| Alice Schlesinger | do 63 kg    | BYE                 | Drexler W 0010-0002 | Žolnir P 0000-1100  | NQ                  | Émane P 0002-0010   | NQ                  | NQ                  | 7.      |

### Lekkoatletyka
Mężczyźni
| Zawodnik       | Konkurencja | Eliminacje | Eliminacje | Półfinał | Półfinał | Finał   | Finał   |
| Zawodnik       | Konkurencja | Wynik      | Miejsce    | Wynik    | Miejsce  | Wynik   | Miejsce |
| -------------- | ----------- | ---------- | ---------- | -------- | -------- | ------- | ------- |
| Donald Sanford | 400m        | 45.71      | 5.         | NQ       | NQ       | NQ      | NQ      |
| Zohar Zemiro   | Maraton     | —          | —          | —        | —        | 2:34:59 | 81.     |

Kobiety
| Zawodniczka      | Konkurencja   | Kwalifikacje | Kwalifikacje | Finał    | Finał   |
| Zawodniczka      | Konkurencja   | Rezultat     | Miejsce      | Rezultat | Miejsce |
| ---------------- | ------------- | ------------ | ------------ | -------- | ------- |
| Jillian Schwartz | Skok o tyczce | 4.40         | 18.          | NQ       | NQ      |

### Pływanie
Mężczyźni
| Zawodnik              | Konkurencja      | Eliminacje | Eliminacje | Półfinał | Półfinał | Finał   | Finał   |
| Zawodnik              | Konkurencja      | Czas       | Miejsce    | Czas     | Miejsce  | Czas    | Miejsce |
| --------------------- | ---------------- | ---------- | ---------- | -------- | -------- | ------- | ------- |
| Nimrod Szapira Bar-Or | 200m dowolnym    | 1:48.60    | 21.        | NQ       | NQ       | NQ      | NQ      |
| Imri Ganiel           | 100m klasycznym  | 1:02.07    | 32.        | NQ       | NQ       | NQ      | NQ      |
| Gal Newo              | 200m motylkowym  | 1:59.98    | 32.        | NQ       | NQ       | NQ      | NQ      |
| Gal Newo              | 200m zmiennym    | 1:59.56    | 12.        | 1:59.17  | 10.      | NQ      | NQ      |
| Gal Newo              | 400m zmiennym    | 4:14.77    | 10.        | —        | —        | NQ      | NQ      |
| Yakov-Yan Toumarkin   | 100m grzbietowym | 54.91      | 24.        | NQ       | NQ       | NQ      | NQ      |
| Yakov-Yan Toumarkin   | 200m grzbietowym | 1:57.33    | 8.         | 1:57.33  | 8.       | 1:57.62 | 7.      |

Kobiety
| Zawodniczka | Konkurencja     | Eliminacje | Eliminacje | Półfinał | Półfinał | Finał | Finał   |
| Zawodniczka | Konkurencja     | Czas       | Miejsce    | Czas     | Miejsce  | Czas  | Miejsce |
| ----------- | --------------- | ---------- | ---------- | -------- | -------- | ----- | ------- |
| Amit Iwri   | 100m motylkowym | 58.78      | 18.        | NQ       | NQ       | NQ    | NQ      |
| Amit Iwri   | 200m zmiennym   | 2:13.29    | 12.        | 2:13.31  | 13.      | NQ    | NQ      |

### Pływanie synchroniczne
| Zawodniczki                    | Konkurencja | Układ techniczny | Układ techniczny | Układ dowolny (eliminacje) | Układ dowolny (eliminacje) | Układ dowolny (eliminacje) | Układ dowolny (finał) | Układ dowolny (finał)      | Układ dowolny (finał) |
| Zawodniczki                    | Konkurencja | Punkty           | Miejsce          | Punkty                     | Razem (techniczny + wolny) | Miejsce                    | Punkty                | Razem (techniczny + wolny) | Miejsce               |
| ------------------------------ | ----------- | ---------------- | ---------------- | -------------------------- | -------------------------- | -------------------------- | --------------------- | -------------------------- | --------------------- |
| Anastasia Gloushkov Inna Yoffe | Duet        | 83.400           | 17.              | 83.520                     | 166.920                    | 17.                        | NQ                    | NQ                         | NQ                    |

### Strzelectwo
Mężczyźni
| Zawodnik      | Konkurencja                      | Kwalifikacje | Kwalifikacje | Finał  | Finał   |
| Zawodnik      | Konkurencja                      | Punkty       | Miejsce      | Punkty | Miejsce |
| ------------- | -------------------------------- | ------------ | ------------ | ------ | ------- |
| Sergy Rikhter | karabin pneumatyczny 10 m        | 595          | 9.           | NQ     | NQ      |
| Sergy Rikhter | karabin małokalibrowy leżąc 50 m | 587          | 44.          | NQ     | NQ      |

### Tenis ziemny
Mężczyźni
| Zawodnik                | Konkurencja  | 1/32             | 1/16                            | 1/8                               | Ćwierćfinały                      | Półfinały        | Finał            | Finał   |
| Zawodnik                | Konkurencja  | Przeciwnik Wynik | Przeciwnik Wynik                | Przeciwnik Wynik                  | Przeciwnik Wynik                  | Przeciwnik Wynik | Przeciwnik Wynik | Pozycja |
| ----------------------- | ------------ | ---------------- | ------------------------------- | --------------------------------- | --------------------------------- | ---------------- | ---------------- | ------- |
| Jonatan Erlich Andy Ram | gra podwójna | —                | Granollers López 7:6(5), 7:6(3) | Federer Wawrinka 1:6, 7:6(5), 6:3 | M. Bryan B. Bryan 6:7(4), 6:7(10) | NQ               | NQ               | NQ      |

Kobiety
| Zawodniczka   | Konkurencja    | 1/32                | 1/16                | 1/8                 | Ćwierćfinały        | Półfinały           | Finał               | Finał   |    |
| Zawodniczka   | Konkurencja    | Przeciwniczka Wynik | Przeciwniczka Wynik | Przeciwniczka Wynik | Przeciwniczka Wynik | Przeciwniczka Wynik | Przeciwniczka Wynik | Pozycja |    |
| ------------- | -------------- | ------------------- | ------------------- | ------------------- | ------------------- | ------------------- | ------------------- | ------- | -- |
| Szachar Pe’er | gra pojedyncza | Szarapowa 2:6, 0:6  | NQ                  | NQ                  | NQ                  | NQ                  | NQ                  | NQ      | NQ |

### Żeglarstwo
Mężczyźni
| Zawodnik                | Konkurencja | Wyścig | Wyścig | Wyścig | Wyścig | Wyścig | Wyścig | Wyścig | Wyścig | Wyścig | Wyścig | Wyścig | Punkty | Finałowa pozycja |
| Zawodnik                | Konkurencja | 1      | 2      | 3      | 4      | 5      | 6      | 7      | 8      | 9      | 10     | M*     | Punkty | Finałowa pozycja |
| ----------------------- | ----------- | ------ | ------ | ------ | ------ | ------ | ------ | ------ | ------ | ------ | ------ | ------ | ------ | ---------------- |
| Szachar Zubari          | RS:X        | 12     | 8      | 17     | 10     | 39     | 12     | 35     | 34     | 26     | 1      | –      | 155    | 19.              |
| Gideon Kliger Eran Sela | 470         | 17     | 11     | 17     | 11     | 2      | 14     | 5      | 12     | 28     | 23     | –      | 112    | 15.              |

Kobiety
| Zawodniczka             | Konkurencja  | Wyścig | Wyścig | Wyścig | Wyścig | Wyścig | Wyścig | Wyścig | Wyścig | Wyścig | Wyścig | Wyścig | Punkty | Finałowa pozycja |
| Zawodniczka             | Konkurencja  | 1      | 2      | 3      | 4      | 5      | 6      | 7      | 8      | 9      | 10     | M*     | Punkty | Finałowa pozycja |
| ----------------------- | ------------ | ------ | ------ | ------ | ------ | ------ | ------ | ------ | ------ | ------ | ------ | ------ | ------ | ---------------- |
| Lee Korzits             | RS:X         | 1      | 3      | 7      | 2      | 2      | 11     | 2      | 1      | 9      | 11     | 18     | 56     | 6.               |
| Nufar Edelman           | Laser radial | 33     | 33     | 33     | 34     | 29     | 3      | 34     | 28     | 18     | 26     | –      | 237    | 30.              |
| Vered Buskila Gil Cohen | 470          | 3      | 21     | 10     | 19     | 4      | 14     | 12     | 15     | 12     | 17     | –      | 105    | 15.              |